# SVT Växjö
SVT Växjö är Sveriges Televisions regionala avdelning i Växjö. Den är även känd under namnet "Växjö-TV". Från SVT Växjö sänds bland annat regionala nyheter.
Växjö-TV var länge kända för sin produktion av barn- och ungdomsprogram som Voxpop, Musikbyrån, 
Kosmopol, PM (TV-program), Sommarlov, Grynets Show, Byhåla och Varan-TV. Många idag välkända tv-profiler, till exempel Gry Forssell, Morgan Alling, Peter Settman, Pernilla Månsson-Colt, Josefin Sundström, Ellinor Persson och Fredde Granberg startade sina karriärer med någon av Växjö-TV:s många ungdomsprogram.
Det välkända sommarlovsprogrammet producerades under flera år från Växjö. 
De senaste årens besparingar och omorganisationer inom SVT har gjort att många produktionsorter runt om i landet försvunnit, däribland Växjö. På 1990-talet samorganiserades SVT Växjö med SVT Malmö i SVT Syd, där Malmö är huvudorten för produktionen. Som en följd av att produktionen av program nästan upphört i Växjö, har SVT också flyttat till ett nytt TV-hus ute vid universitetsområdet vid sjön Trummen. 
År 2003 startade SVT Grafiskt Center i Växjö som en samlad resurs för grafik till de lokala nyhetsprogrammen. År 2005 började även grafik för allmän-TV-program produceras av Grafiskt Center. År 2013 bytte Grafiskt Center namn till SVT Design.

## Distriktschefer
- Sven-Olof Olsson (1962-1979, distriktschef SR Växjö)
- Stig Tornehed (1979-1983)
- Lars-Åke Engblom (1983-1989)
- Gunilla Marcus-Luboff (1989-1992)
- Jan-Åke Åkesson (1992-1995)
- Lena Johansson (1995-1998)
- Per-Åke Krook (1998-2001)